# Оствелл (Техас)
Оствелл (англ. Austwell) — місто (англ. city) в США, в окрузі Рефухіо штату Техас. Населення — 118 осіб (2020).

## Географія
Оствелл розташований за координатами 28°23′28″ пн. ш. 96°50′37″ зх. д. / 28.39111° пн. ш. 96.84361° зх. д. (28.391100, -96.843720).  За даними Бюро перепису населення США в 2010 році місто мало площу 0,94 км², уся площа — суходіл.

## Демографія
Згідно з переписом 2010 року, у місті мешкало 147 осіб у 71 домогосподарстві у складі 47 родин. Густота населення становила 156 осіб/км².  Було 126 помешкань (134/км²).
Расовий склад населення:
| - 98,6 % — білих |

До двох чи більше рас належало 0,7 %. Частка іспаномовних становила 44,9 % від усіх жителів.
За віковим діапазоном населення розподілялося таким чином: 10,9 % — особи молодші 18 років, 57,8 % — особи у віці 18—64 років, 31,3 % — особи у віці 65 років та старші. Медіана віку мешканця становила 58,3 року. На 100 осіб жіночої статі у місті припадало 96,0 чоловіків;  на 100 жінок у віці від 18 років та старших — 89,9 чоловіків також старших 18 років.
Середній дохід на одне домашнє господарство  становив 56 076 доларів США (медіана — 41 528), а середній дохід на одну сім'ю — 64 695 доларів (медіана — 45 750). За межею бідності перебувало 2,4 % осіб, у тому числі 0,0 % дітей у віці до 18 років та 1,7 % осіб у віці 65 років та старших.
Цивільне працевлаштоване населення становило 67 осіб. Основні галузі зайнятості: освіта, охорона здоров'я та соціальна допомога — 29,9 %, роздрібна торгівля — 22,4 %, виробництво — 14,9 %, транспорт — 9,0 %.